# Myrmeciza longipes
Myrmeciza longipes là một loài chim trong họ Thamnophilidae.